# Fernand Quiquandon
Fernand Jean Henri Quiquandon (París, 6 de noviembre de 1857-ib., 27 de noviembre de 1938) fue un explorador y militar francés.

## Biografía
En 1883, acompañó a Jean-Marie Bayol en una expedición al África Occidental. Recorrieron el territorio bambara, una región entonces poco explorada por los europeos, en una ruta que los llevó desde Bamako, a la ciudad de Mourdia, en la región de Nara del actual Mali.
Quiquandon se unió a la brigada topográfica de la colonia francesa del Alto Senegal para explorar el territorio del actual Mali con Louis Frédéric Tautain. Pasaron por Banamba y Sokolo, llegaron al río Níger, y continuaron hasta Nyamina, antes de regresar a Bamako después de haber recorrido unos mil doscientos kilómetros. Durante la expedición realizaron numerosos estudios orográficos e hidrográficos, así como firmaron tratados con los distintos dirigentes locales con los que se encontraron.
En mayo de 1890, Quiquandon realizó otra expedición por territorio del África Occidental. Salió de la ciudad de Ségou, cruzó el río Bani, afluente del Níger, y llegó hasta Bendugu (en Banwa, actual Burkina Fasso). Se reunió con Tiéba Traoré, rey de Kenedugu, en junio y permaneció con él varios meses, actuando como su consejero político. 
Regresó a Sikasso en febrero de 1891, donde conoció al explorador Parfait-Louis Monteil, a quien proporcionó mucha información geográfica y política de las regiones que había recorrido.
Participó en la Primera Guerra Mundial dirigiendo una división de infantería.